# Cheiloneurus carinatus
Cheiloneurus carinatus is een vliesvleugelig insect uit de familie Encyrtidae. De wetenschappelijke naam is voor het eerst geldig gepubliceerd in 1938 door Compere.